# 會計學碩士
會計學碩士（英語：Master of Accountancy、M.Acc., MAccy, M.Acy.）或會計學理學碩士（英語：Master of Science in Accountancy、M.S.A.、M.S.Acy.）或会计硕士专业学位（英語：Master of Professional Accountancy、M.P.Acy.、M.P.Ac.、MPAcc)是一種學位，一般是指在大學會計學相關科系研究所畢業後可獲得之學位。